# 집사부
집사부(執事部)는 651년(진덕 여왕 5년) 신라에서 설치된 국왕 직속의 최고 행정 기관이다. 중앙행정관청 14부가 속했으며 국가의 정책 전반을 관장하였다.